# Józef Aleksander Jabłonowski

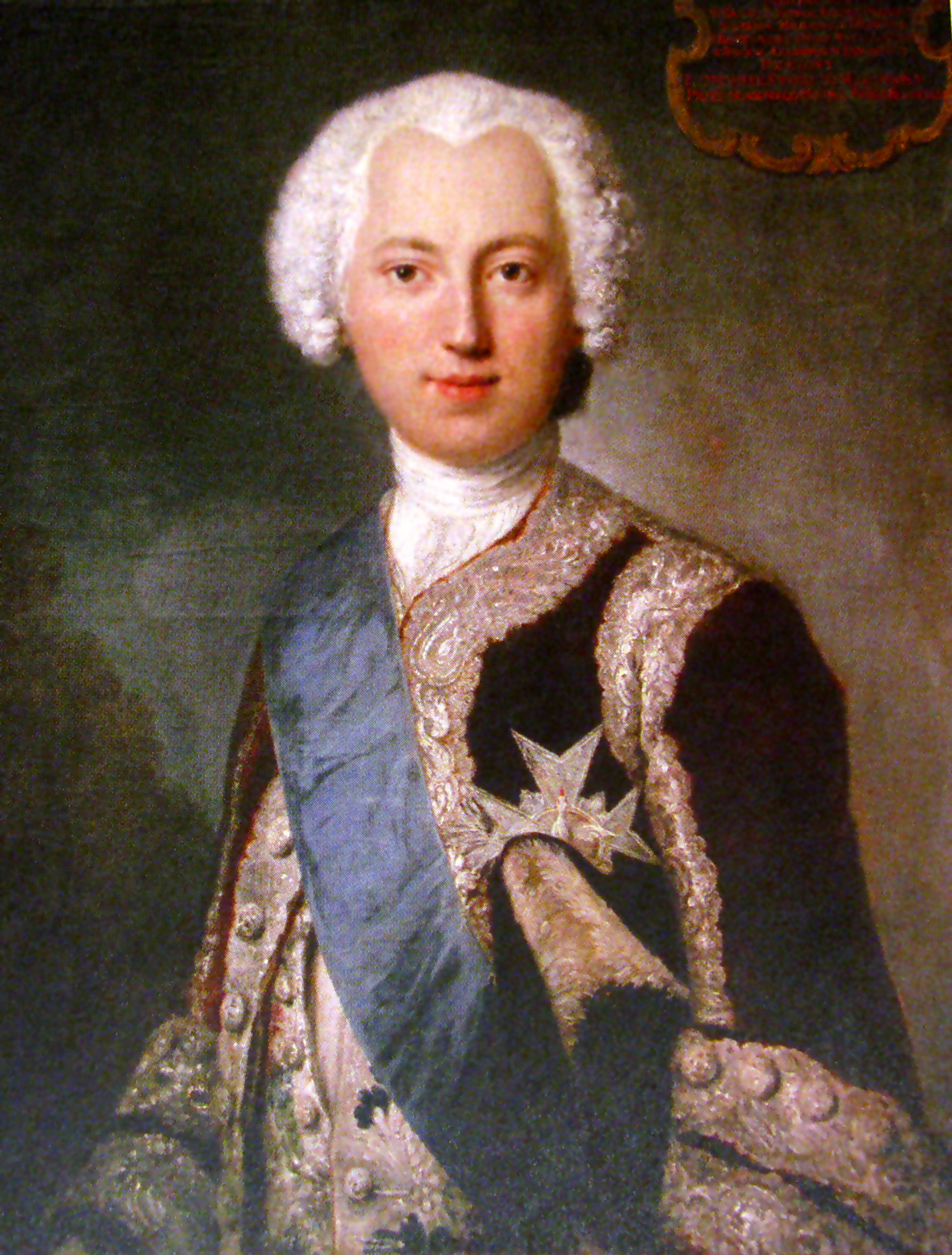
Józef Aleksander Jabłonowski.

Józef Aleksander Jabłonowski, född 4 februari 1711 i Tychomel, död 1 mars 1777 i Leipzig, var en polsk furste och sonson till Stanisław Jan Jabłonowski.
Jabłonowski var vojvod av Nowogródek, emigrerade 1768 och fick i Preussen furstetitel. I Leipzig, där han mestadels var bosatt, grundade han 1768 Societas Jablonoviana, som med prisutdelningar skulle belöna vetenskapliga avhandlingar på latin, franska eller tyska. Samfundet utgav "Acta societatis Jablonovianæ" (1772–73), "Nova acta" (1802–45) och "Preisschriften der Jablonowskischen Gesellschaft" (1847 ff.).
Själv författade Jabłonowski ett arbete L'empire des Sarmates, aujourd'hui royaume de Pologne (1742; nya upplagor 1748,1755) samt Vindiciæ, Lechi et Czechi (1771, 1775) mot August Ludwig von Schlözers och Gelasius Dobners teorier om polackernas slaviska ursprung.